# Frameries
Frameries es una comuna de la región de Valonia, en la provincia de Henao, Bélgica. A 1 de enero de 2019 tenía una población estimada de 21 934 habitantes.

## Geografía
Se encuentra ubicada al sudoeste del país en el Borinage, cerca de la frontera con el departamento francés de Norte.

### Secciones del municipio
El municipio comprende los antiguos municipios, que se fusionaron en 1977:
| - Frameries - Eugies - La Bouverie - Noirchain - Sars-la-Bruyère |

## Demografía

### Evolución
Todos los datos históricos relativos al actual municipio, el siguiente gráfico refleja su evolución demográfica, incluyendo municipios después de efectuada la fusión el 1 de enero de 1977.
| Gráfica de evolución demográfica de Frameries entre 1846 y 2019 |
|                                                                 |